# Иконников, Юлий Михайлович
Юлий Михайлович Иконников (5 мая 1924 года, Зерноградский район, Ростовская область — 2000, Москва) — лейтенант, участник Великой Отечественной войны, журналист, писатель. Первый председатель Ассоциации поисковых отрядов СССР. Награждён двумя орденами Красной Звезды, орденом Отечественной войны II степени. Член Союза журналистов (1971).

## Биография
Родился Юлий Михайлович 5 мая 1924 года в Зерноградском районе Ростовской области. Когда ему исполнилось шестнадцать лет учился в специальной школе ВВС, через год в 1941 году ушёл добровольцем на фронт. После окончания ускоренного курса военного училища, осенью 1943 года в звании лейтенанта служил в составе Отдельной 51-й Армии на Керченском полуострове, затем был в пехоте командиром взвода, а также комсоргом стрелкового батальона 32-й Гвардейской Таманской стрелковой дивизии. Участвовал в боях за Севастополь. Был дважды тяжело ранен, лечился в госпиталях. После второго тяжёлого ранения Юлий Михайлович стал инвалидом первой группы в 23 года. Жил и работал в Москве, окончил педагогический институт, работал в школе и писал статьи для Всесоюзных газет. С 1971 года — член Союза журналистов, является лауреатом Всесоюзного конкурса имени Александра Фадеева. Многие свои статьи Иконников посвящал о пропавших без вести солдат и о тех людях, которые занимаются поиском. Благодаря Юлию Михайловичу в 1988 году в городе Калуге был организован первый Всесоюзный сбор поисковиков. Затем была создана Всесоюзная организация «Народный Союз по охране памяти павших при защите Отечества» и первым председателем Ассоциации поисковых отрядов СССР был Юлий Михайлович Иконников. А также Иконников был редактором поисковой страничке во всесоюзной газете «Патриот». Является автором книг «Связные истории» и «Тревожные сны», вышедших в издательстве «Молодая гвардия»; публиковался в центральной прессе.
Умер Юлий Михайлович Иконников в 2000 году в Москве, похоронен в городе Калуге на Мемориальном военном кладбище.